# Mir u Brest-Litovsku
Mir u Brest- Litovsku, poznatiji kao Brestlitovski mir jest sporazum kojeg je 3. ožujka 1918. u gradu Brest-Litovsk (današnji Brest u Bjelorusiji) sklopila boljševička vlada Rusije s predstavnicima Središnjih sila. Njime je Rusija formalno izašla iz prvog svjetskog rata, ali se morala odreći Poljske, Litve, Finske, Latvije, Estonije, Ukrajine - koje su postale formalno nezavisne države - i dijelova Gruzije koje je pripojilo Tursko Carstvo. Potpisan je u tvrđavi u Brestu.

## Pregovori
Pregovori o miru počeli su 22. prosinca 1917. godine, tjedan dana poslije zaključivanja sporazuma o primirju između Rusije i Središnjih sila, u gradu Brest-Litovsku (danas Brestu u Bjelorusiji) blizu poljske granice. Jedan od glavnih pregovarača je bio Max Hoffmann, njemački zapovjednik za istočnu bojišnicu (Oberkommando-Ostfront). Najviši po položaju nazočni turski predstavnik je bio Mehmed Talat paša. Nijemci su u prvom trenutku nudili relativno lake odredbe, tražeći nezavisnost Poljske i Litve. Uskoro su pregovori zapali u krizu zbog zahtjeva boljševika za postizanjem sporazuma bez ikakvih teritorijalnih izmjena ili plaćanja.
Nezadovoljan zbog stalnih njemačkih zahtjeva za davanjem teritorije, Lav Trocki, boljševički narodni komesar za vanjske odnose i vođa ruske delegacije, 10. veljače 1918. godine je objavio povlačenje Rusije s pregovora i jednostranu objavu prekida neprijateljstava, što se moglo okarakterizirati kao pozicija ni mir, ni rat.
Drugi boljševički vođe optužili su ga za prekoračenje ovlasti i izlaganje Rusije opasnosti invazije, Trocki se u nekoliko navrata branio navodima da su boljševici u pregovore zapravo ušli s namjerom za prikazati svijetu njemačke teritorijalne aspiracije i izazovu pobune radnika u srednjoj Europi radi obrane nove ruske radničke države.

## Obnovljena neprijateljstva
Posljedice su bile gore nego su ih boljševici očelivali. Primirje je prekinuto 18. veljače, a Središnje sile su u roku od dva tjedna zauzele najveći dio Ukrajine, Bjelorusije i baltičkih zemalja. Kroz ledom okovano Baltičko more njemačka flota se približavala ruskoj prijestolnici, Petrogradu. I pored protesta radnika u Njemačkoj i Austro-Ugarskoj, to nije dostiglo razmjere pobune i 3. ožujka 1918. godine boljševici su pristali na odredbe mira mnogo gore od prvobitno ponuđenih.

## Mirovni sporazum
Sporazum, potpisan između boljševičke Rusije i svih zemalja Središnjih sila, označio je izlazak Rusije iz Prvog svjetskog rata i time postizanje jednog od najvećih boljševičkih ciljeva. To je, međutim, učinjeno pod neočekivano ponižavajućim odredbama.
Nova ruska boljševičko-komunistička vlast odrekla se svih pretenzija i prava na Finsku, buduće baltičke države Estoniju, Letoniju i Litvu, Poljsku, Bjelorusiju, Ukrajinu i (na zahtjev Talat paše) zemlje koje je Rusija osvojila u Rusko-turskom ratu 1877. – 1878. godine (Ardahan, Kars i Batumi).
Najveći dio ovih teritorija zapravo je predat Njemačkom carstvu, a namjera je bila da to postanu dijelovi carstva pod različitim zavisnim kraljevima i vojvodama.
Sporazum je predviđao da će sudbinu ovih teritorija odrediti Njemačka i Austro-Ugarska u suglasnosti sa stanovništvom ovih teritorija, što se u praksi svelo na postavljanje njemačkih vladara na novonastala prijestolja Finske, Letonije i Litve. Turska je odmah preuzela kontrolu nad teritorijem iz sporazuma.
Sporazum je Rusiji oduzeo trećinu stanovništva, polovinu industrije i devet desetina rudnika ugljena.
Međutim, poraz Njemačke u Prvom svjetskom ratu, označen primirjem 11. studenog, omogućio je stvarnu nezavisnost Finskoj, Estoniji, Letoniji, Litvi i Poljskoj, a novoproglašeni carevi su se morali su odreći prijestolja.

## Ratna odšteta
Prateći sporazum, potpisan u Berlinu 27. kolovoza 1918., predviđao je rusku isplatu šest milijardi maraka odštete Njemačkoj.

## Trajne posljedice sporazuma
Sporazum je trajao svega osam mjeseci. Njemačka se odrekla sporazuma u studenom 1918. godine kao jedna od odredbi primirja. Turska je prekršila sporazum poslije dva mjeseca izvršivši invaziju na novoproglašenu Demokratsku Republiku Armeniju u svibnju 1918. godine. Boljševička vlada se također odrekla sporazuma po potpisivanju primirja. U travnju 1922. godine, Rapallskim ugovorom , Njemačka je prihvatila poništavanje sporazuma i dvije zemlje su se dogovorile odreći svih teritorijalnih i financijskih obveza u svezi s ratom.
Pakt Ribbentrop-Molotov, 1939. godine, u velikoj mjeri je poništio sve teritorijalne ruske gubitke iz Brest-Litovskog sporazuma.
Sporazum u Brest-Litovsku bio je veliki gubitak teritorija pod boljševičkom kontrolom. Iako se s gubitkom Finske i Poljske u načelu unaprijed računalo, gubitak Ukrajine i baltičkih zemalja stvorio je dvije velike baze za anti-boljševičko djelovanje u Ruskom građanskom ratu. Gubitak ovih teritorija izazvao je val anti-boljševičkog raspoloženja i intenziviranje borbe protiv njih čak i kod nekih revolucionarnih snaga. Najveći dio Ukrajine vraćen je 1920., ali će ostali teritoriji na Baltiku i drugdje ostati u anti-boljševičkim rukama do Drugog svjetskog rata.

## Vanjske poveznice
- Brest-Litovski sporazum, uključujući poveznice na dodatke ugovoru (na engleskom)